# Mường Bang
Mường Bang là một xã thuộc huyện Phù Yên, tỉnh Sơn La, Việt Nam.
Xã có diện tích 125,78 km², dân số năm 1999 là 3.350 người, mật độ dân số đạt 27 người/km².